# Martim Cabral
Martim de Matos de Lencastre Cabral (15 de outubro de 1952) é um jornalista português.

## Família
É o mais velho de dois filhos e duas filhas de Martim de Lencastre Cabral (1927 - 1991) e de sua mulher Maria da Assunção Perestrelo de Matos (Moçambique, 7 de fevereiro de 1924), filha de José Francisco Perestrelo de Matos (Lisboa, São Vicente de Fora, 15 de dezembro de 1890 - 1967), cuja avó materna era italiana e francesa, sobrinho-bisneto do 1.º Visconde de São Torquato, e de sua mulher (Beira) Evelyne Philippatos (Alexandria, 26 de setembro de 1901 - 1957), da grande comunidade grega de Alexandria.

## Biografia
Actualmente é coapresentador com Nuno Rogeiro e repórter do programa Sociedade das Nações, na SIC Notícias, canal do qual é também subdiretor. Coapresenta também com Teresa Conceição o programa Ir É o Melhor Remédio, também na SIC Notícias.

## Casamento e descendência
Casou com Bridgit Cavanagh Hallam, inglesa, da qual tem duas filhas:
- Catherine Mary Hallam de Lencastre Cabral
- Caroline Ann Hallam de Lencastre Cabral